# Chateau d'Yverdon
Chateau d'Yverdon är ett slott i Schweiz. Det ligger i distriktet Jura-Nord vaudois och kantonen Vaud, i den västra delen av landet. Chateau d'Yverdon ligger 438 meter över havet. Det ligger vid sjön Lac de Neuchâtel i Yverdon-les-Bains.
Kring Chateau d'Yverdon finns tät bebyggelse.